# Bouton (électricité)
Pour les articles homonymes, voir Bouton.
Pour un article plus général, voir Interrupteur.
Un bouton (ou bouton poussoir et bouton-poussoir) est un interrupteur simple qui permet de contrôler les capacités d'un processus,.

## Principes et caractéristiques
Les boutons sont généralement fabriqués à partir de matériaux durs, habituellement en plastique ou en métal, mais peuvent également être constitués de caoutchouc. On distingue deux types de boutons : le bouton normalement ouvert et celui normalement fermé (contact repos (CR) ou contact travail (CT)).
Dans un bouton normalement ouvert, la liaison électrique est créée quand on appuie sur le bouton, et dans un bouton normalement fermé, le circuit électrique est ouvert quand on appuie sur le bouton (voir schéma). Le mécanisme du bouton est majoritairement équipé d'un ressort ou d'un système permettant automatiquement le retour en position initiale.
Le plus souvent, les boutons poussoirs sont équipés d'un mécanisme qui maintient la position enclenchée lorsqu'il est actionné par une pression courte. Dans la majeure partie des cas, l'action sur le bouton déclenche le processus de façon durable, jusqu'au moment où le bouton est de nouveau actionné, ce qui arrête le processus. Dans ce cas-là le bouton peut rester légèrement enfoncé, ce qui indique l'état actionné de l'interrupteur. Une deuxième action sur le bouton permet de revenir à la position initiale. Le processus peut également être arrêté par un autre bouton. Ces boutons sont parfois équipés d'une minuterie, permettant de faire revenir le bouton automatiquement en position initiale.
Le système qui permet de gérer le passage du flux électrique peut être de plusieurs sortes, comme des inverseurs et des encodeurs mécaniques ou des boutons à commande magnétique ou des contacts de relais...
Les boutons peuvent être de formes simples, ou étudiées ergonomiquement. Certains possèdent une surface d’appui convexe, d'autre concave, pour que le doigt appréhende mieux le bouton, sans-même le regard. Les boutons sont parfois équipés de petites excroissances rugueuses ou de sur-épaisseurs, dont le but est de reconnaitre un bouton en particulier grâce à la sensibilité digitale. Afin d'indiquer l'état du circuit, un bouton peut comporter un voyant, intégré constituant tout ou partie du bouton, ou déporté, sa position pouvant être à proximité du bouton. Les boutons peuvent être différenciés par leur taille plus ou moins grosse, ou par leur position stratégique ou ergonomique. Ils peuvent l'être par un code de couleurs, les boutons important étant souvent rouges pour l'arrêt ou vert pour le lancement, mais peuvent aussi arborer des pictogrammes afin de représenter le processus que va déclencher l'action sur le bouton ou des inscriptions, souvent des termes abrégés. Les boutons peuvent également être rétro-éclairés afin de faciliter leur utilisation dans le noir ou la pénombre.
Le bouton d'arrêt d'urgence est également nommé « bouton coup de poing » en raison de son mode d'actionnement dans les cas d'urgence, qui doit pouvoir se faire rapidement et sans réfléchir. Cette action rapide est favorisée par la couleur rouge et la forme plate et large du bouton.

## Application
Les boutons poussoirs peuvent être utilisés dans de nombreux domaines, par exemple dans l’industrie, l'automobile (bouton de dégivrage), l’informatique, la hi-fi, le jeu vidéo et divers autres appareils mécaniques et électroniques, domestiques et commerciaux, comme les boutons pour la lumière ou une sonnette de porte d'entrée (voir sonnette d'immeuble)

### Cinéma
Les boutons-poussoirs peuvent être par exemple employés lors du tournage de cascades au cinéma.
Dans Le Corniaud tourné en 1964, la 2CV était équipée de boutons-poussoirs, afin qu'elle se disloque au moment voulu. Cette scène, la dernière tournée, le 7 décembre 1964 sur la place Sainte-Geneviève à Paris, fut peut-être inspirée à Oury par sa « rencontre » cinématographique avec Bourvil sur le tournage du Miroir à deux faces. Dans ce film dramatique d'André Cayatte réalisé en 1958, Bourvil au volant de sa 2CV est percuté par Gérard Oury, acteur mais aussi coscénariste du film, au volant d'une grosse américaine. Le plan est particulièrement complexe, puisque la 2CV maintenue par 250 boulons doit se désintégrer sous le choc d'avec la Bentley, ce qui ne peut être filmé qu'une fois. Bourvil improvise la remarque « Elle va marcher beaucoup moins bien forcément » sur le moment, provoquant un fou rire chez de Funès, qui a tout de même l'intelligence de tourner la tête pour le cacher et ainsi ne pas gâcher cette prise si complexe.

## Exemples d'autres utilisations du terme
De manière générale, le bouton actionne un circuit électrique mais peut également être utilisé dans un élément complètement mécanique, par exemple un mécanismes de toilettes.
Un bouton poussoir peut également être matérialisé numériquement sur un écran et actionnable via la souris ou le clavier. Il déclenche alors l'ouverture d'un programme ou lance une tâche informatique. Certaines machines délaissent les boutons classiques et intègrent en lieu et place des boutons tactiles, accessibles sur les écrans tactiles.

## Illustration visuelle

Démonstration visuelle
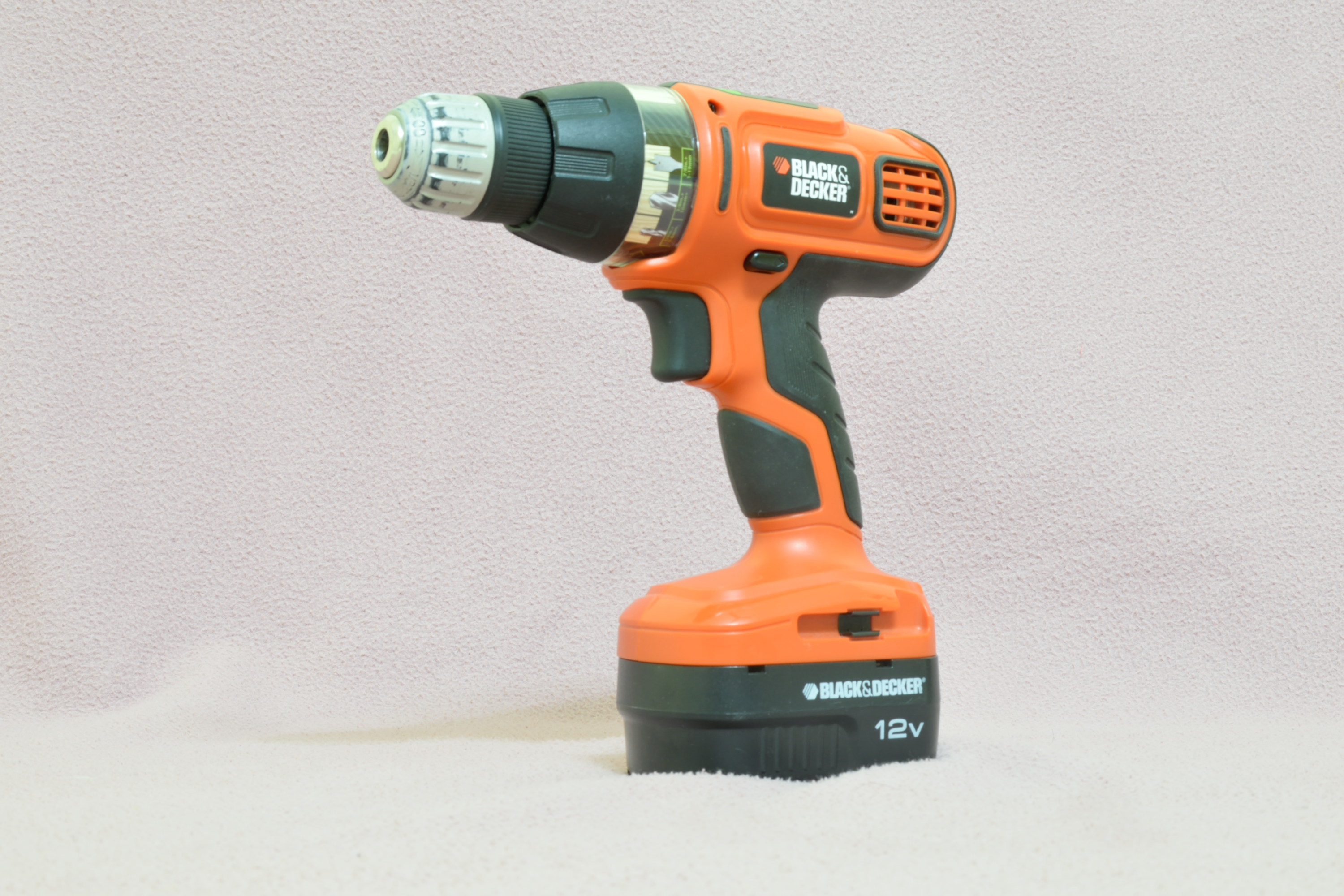
Circuit ouvert : L'action sur le bouton déclenche le fonctionnement et lorsque l'utilisateur relâche le bouton, le fonctionnement de la perceuse s'arrête.
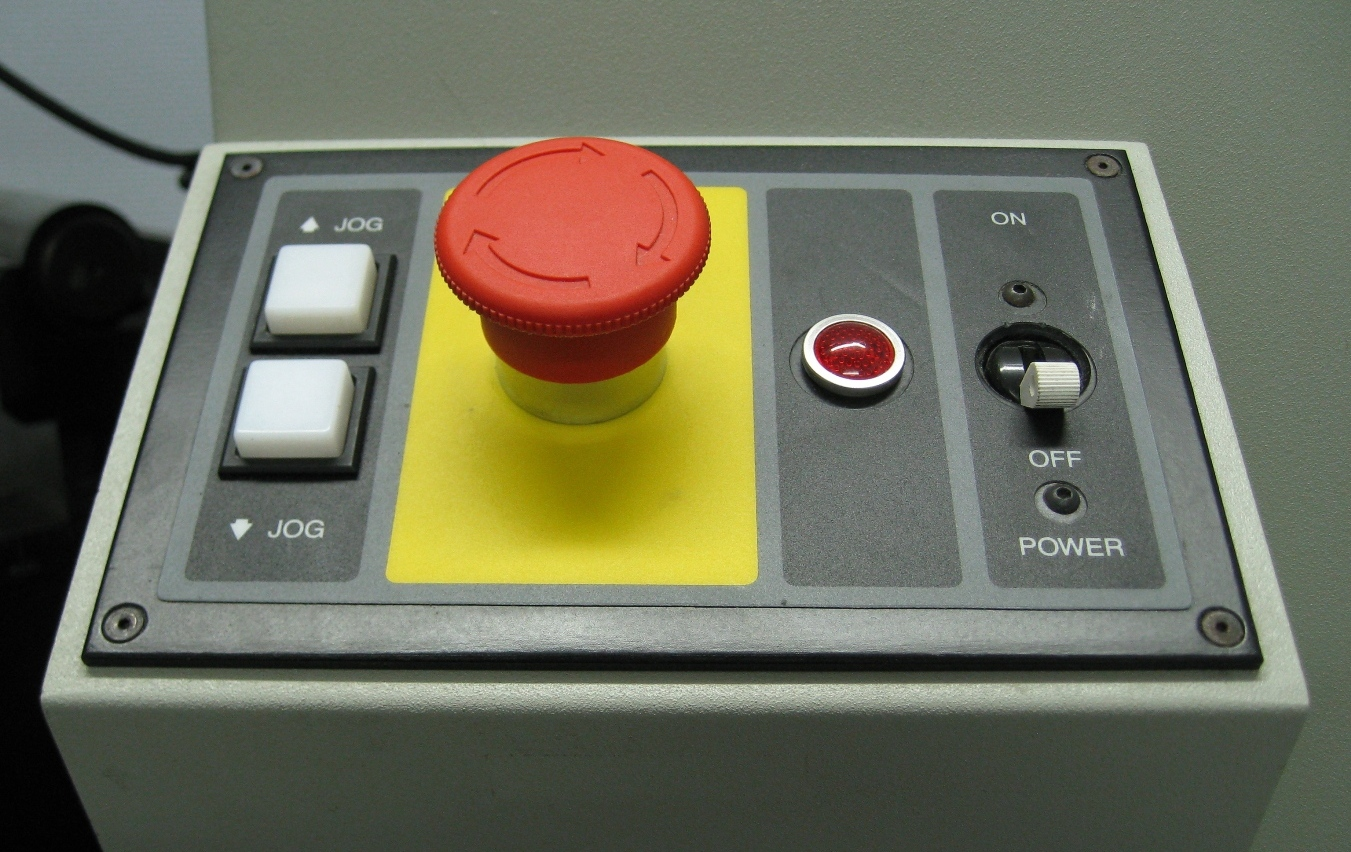
Circuit fermé : Les boutons d'arrêt d'urgence sont des exemples types du circuit fermé. Le circuit est fermé en permanence et lorsque l'utilisateur l'actionne, le circuit est coupé.
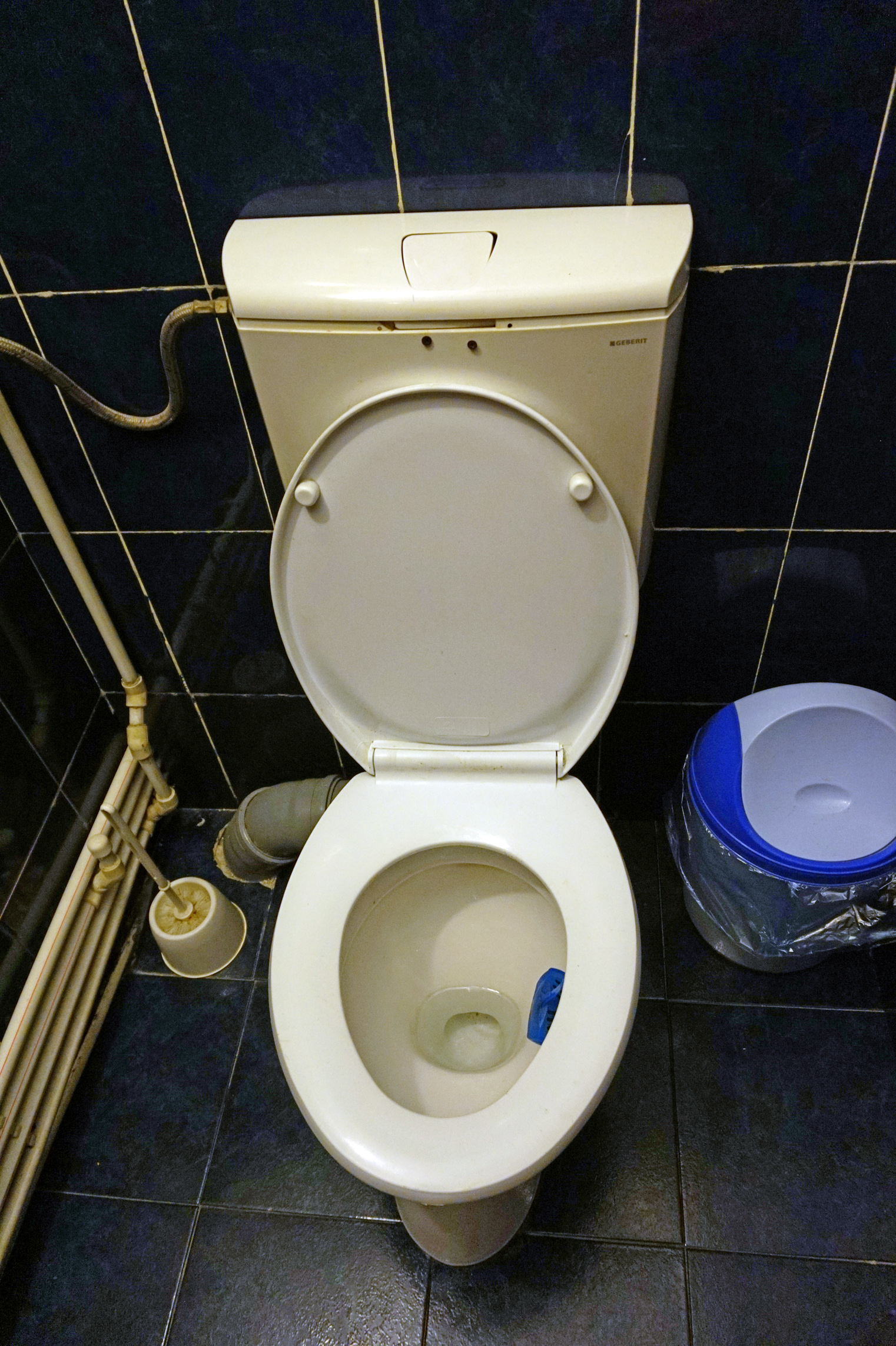
Un bouton poussoir peut également faire fonctionner un système mécanique.
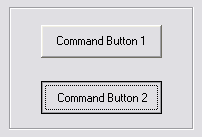
Boutons de commande numérique.
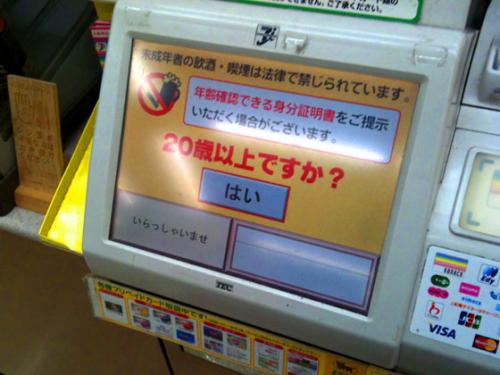
Les écrans tactiles offrent de plus en plus de boutons au détriment des boutons physiques.

Exemples d'applications courantes
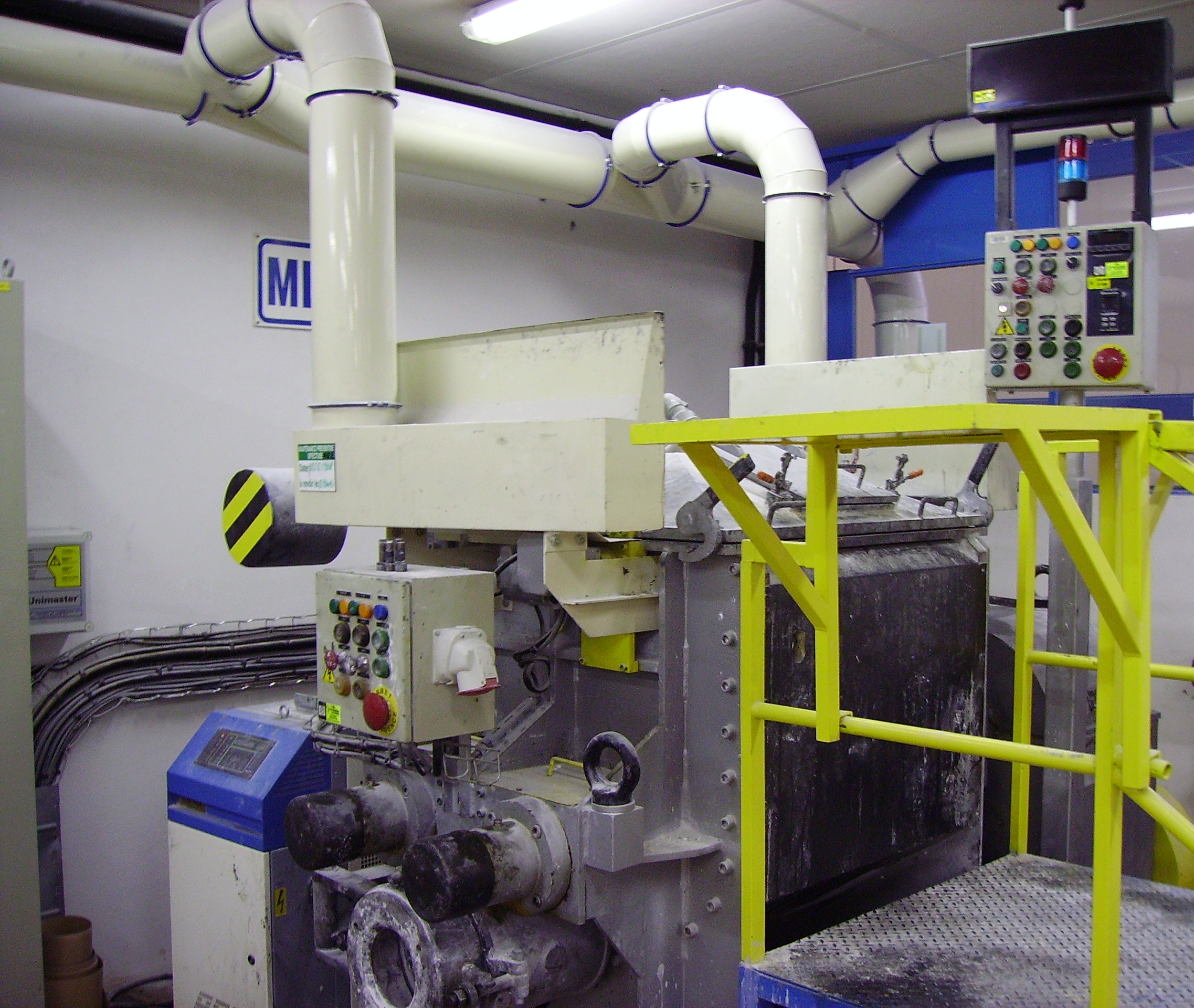
Industrie.
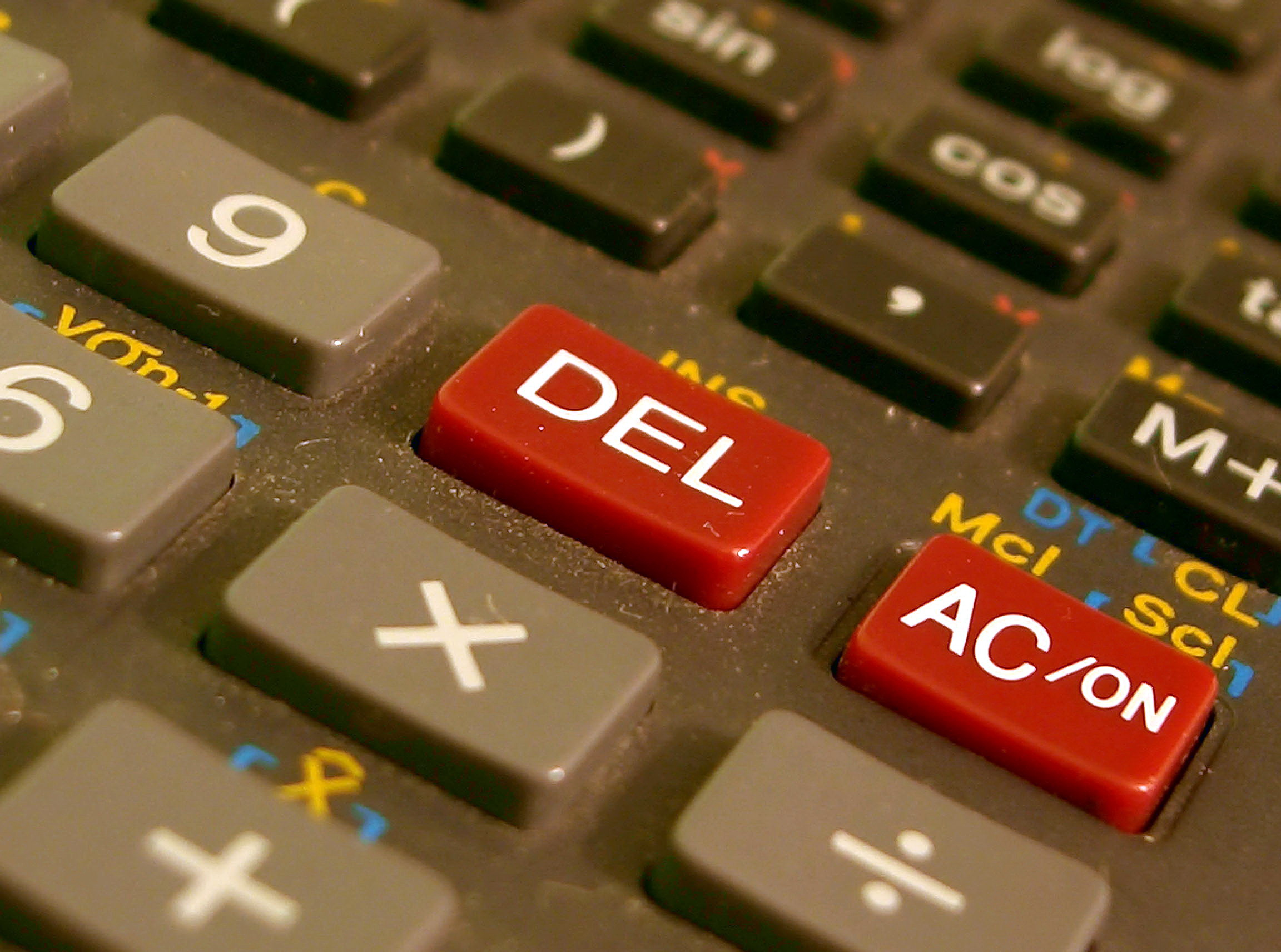
Calculatrice.
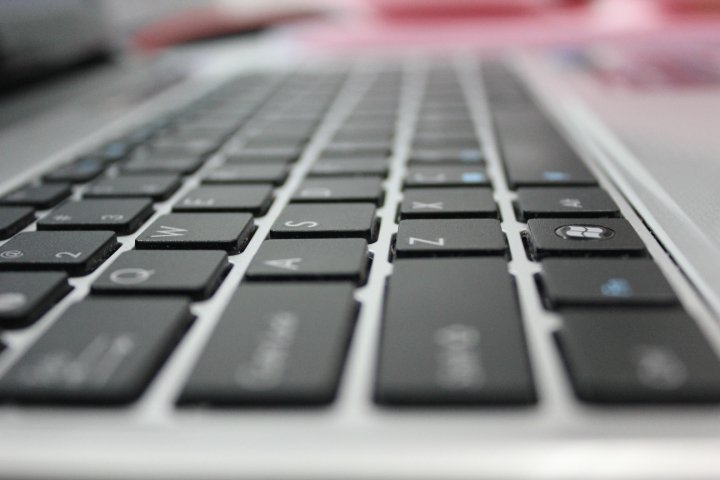
Informatique.
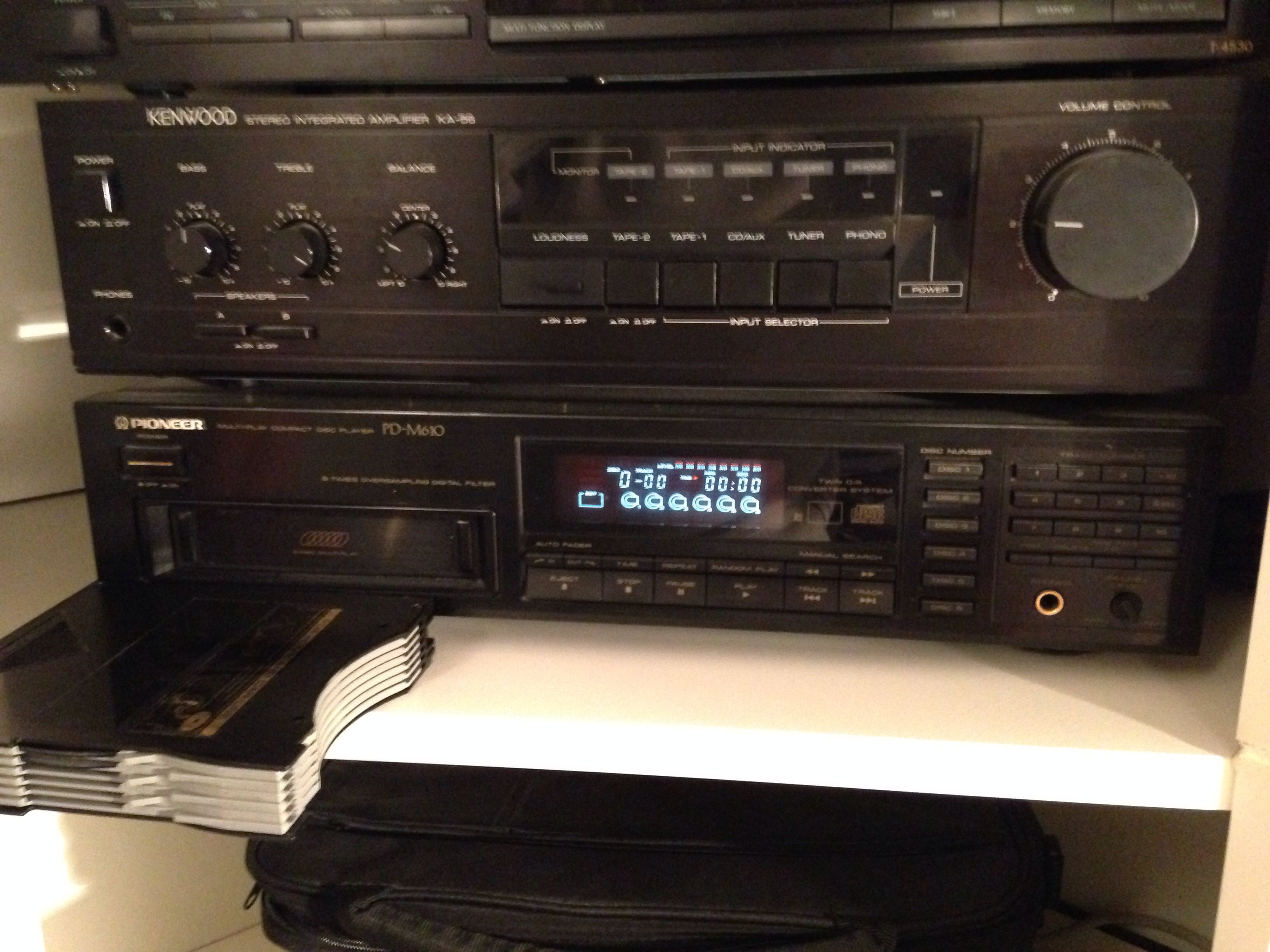
HIFI.
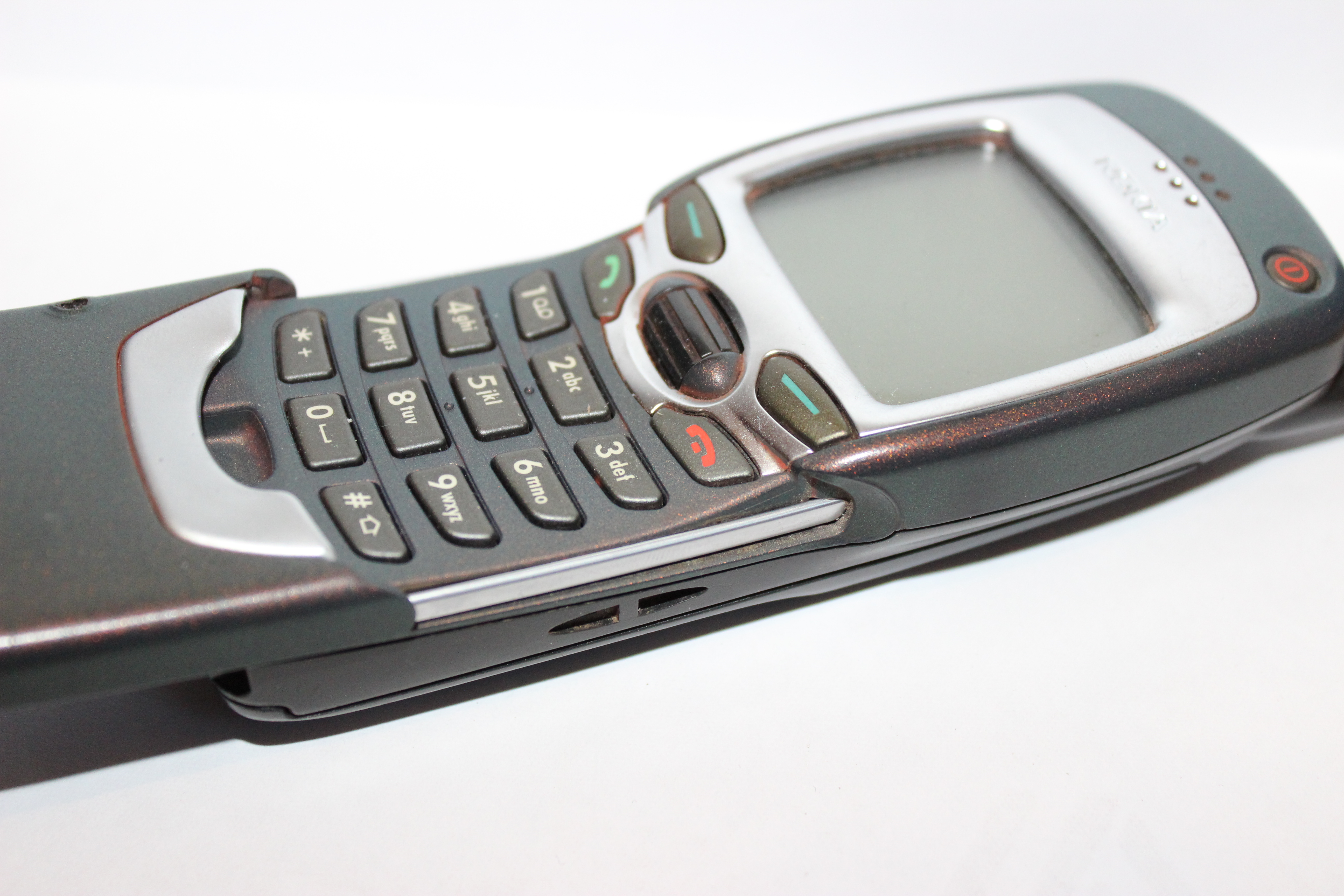
Téléphonie mobile.
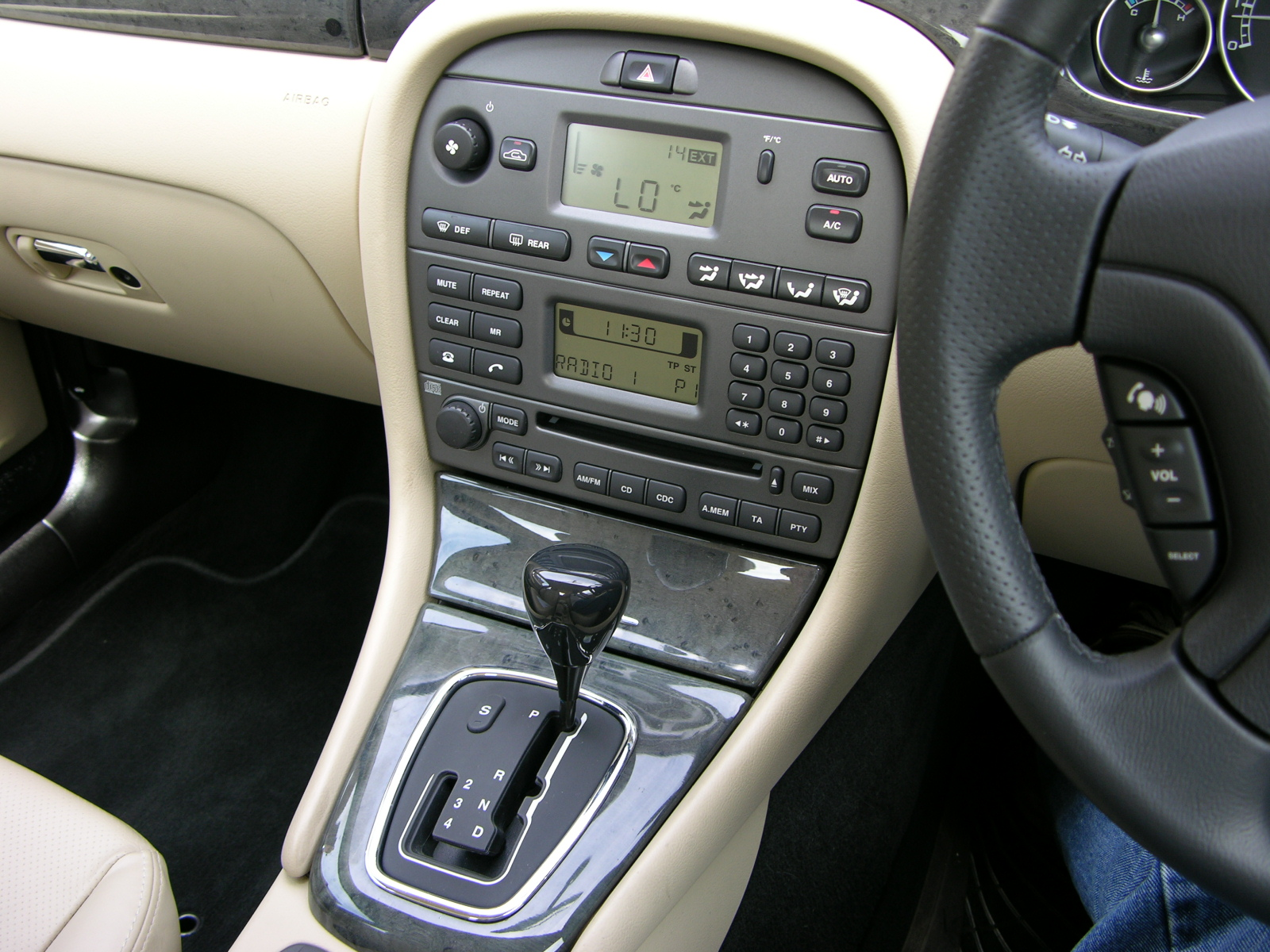
Automobile.

Caractéristiques courantes
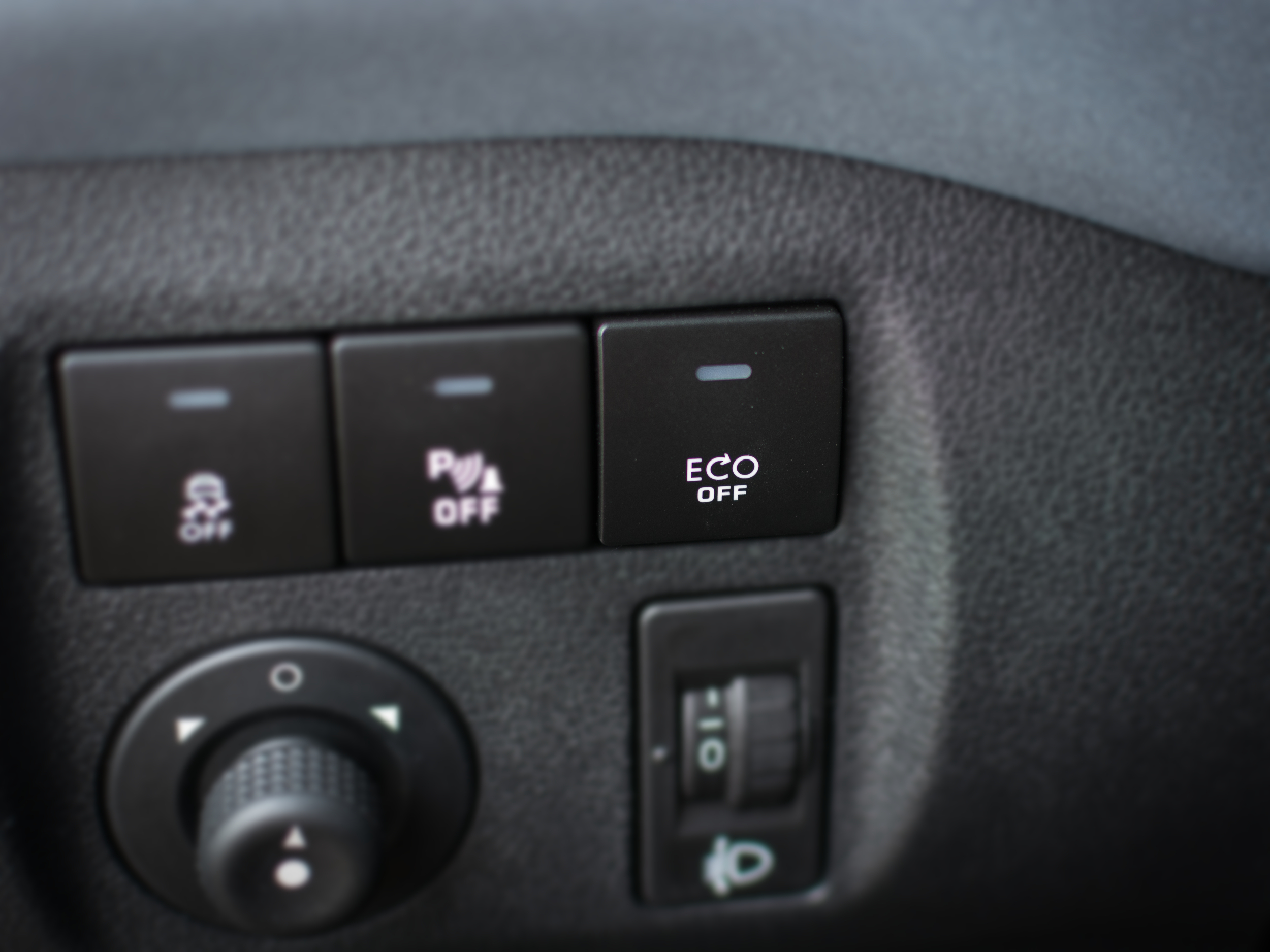
Tableau de bord de voiture Citroën Berlingo : Boutons comportant des inscriptions.
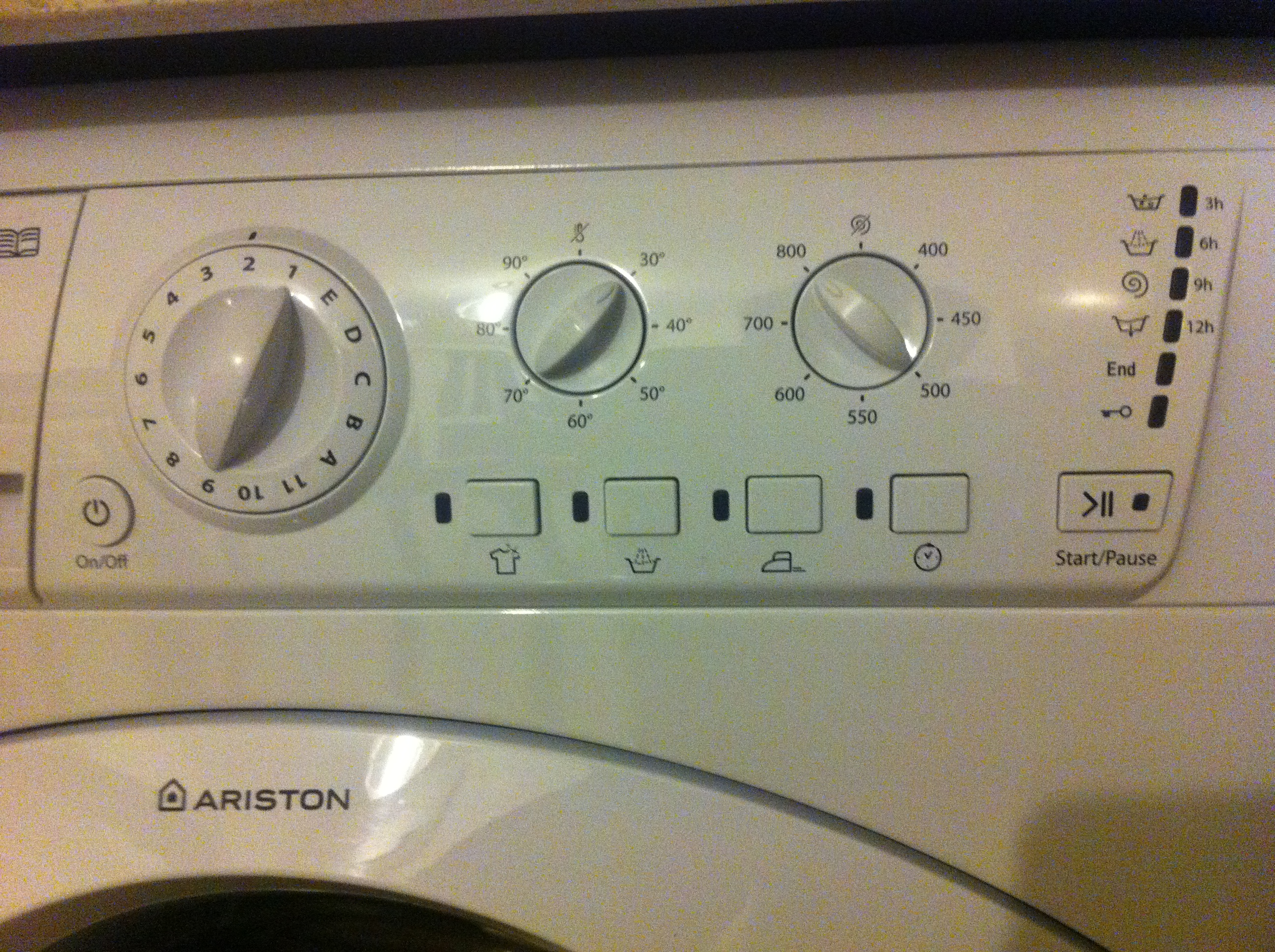
Bouton avec pictogramme sur une machine à laver de marque Ariston.
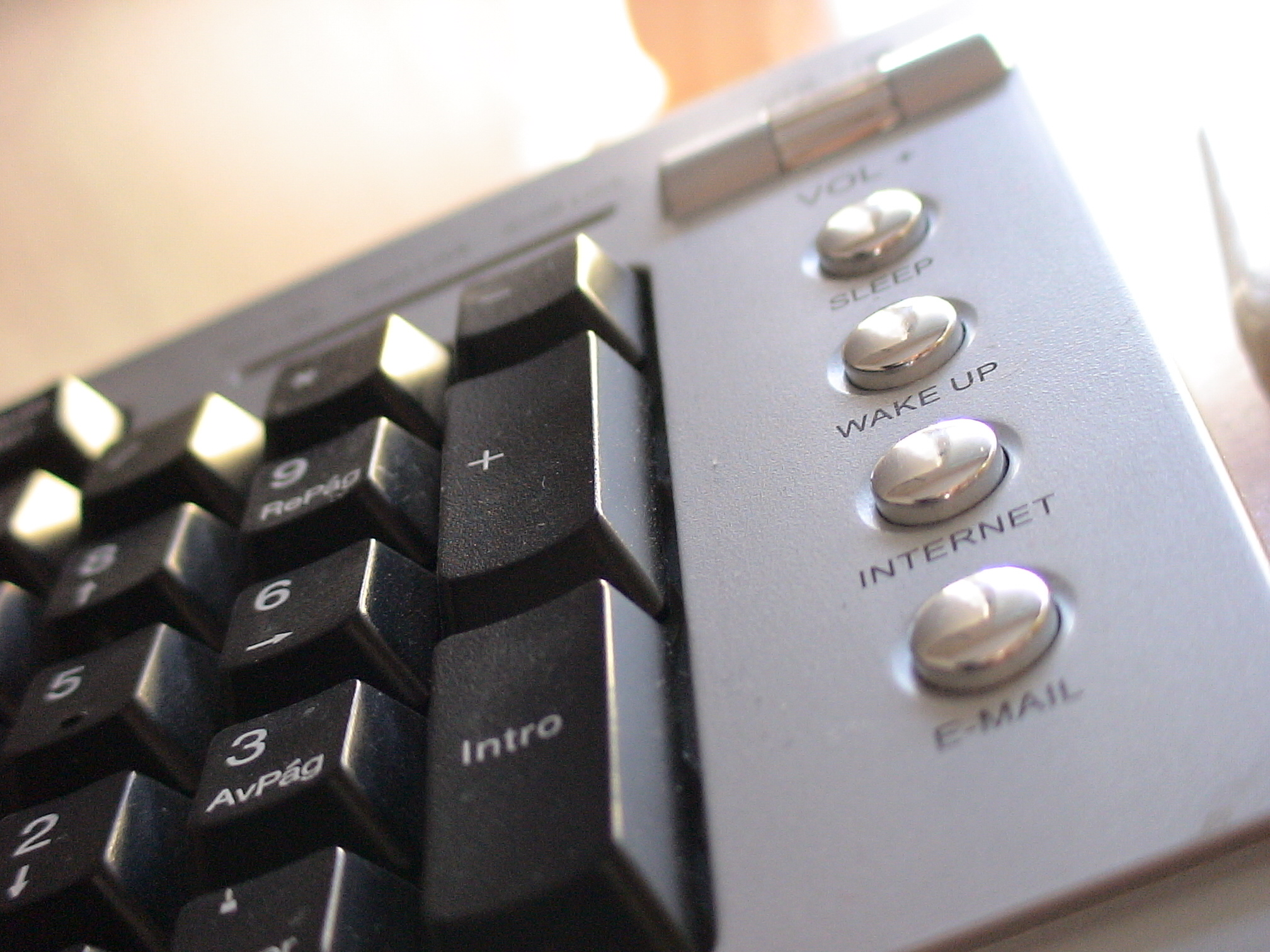
Boutons de tailles et de formes différentes sur un clavier d'ordinateur multimédia.
Boutons en métal.
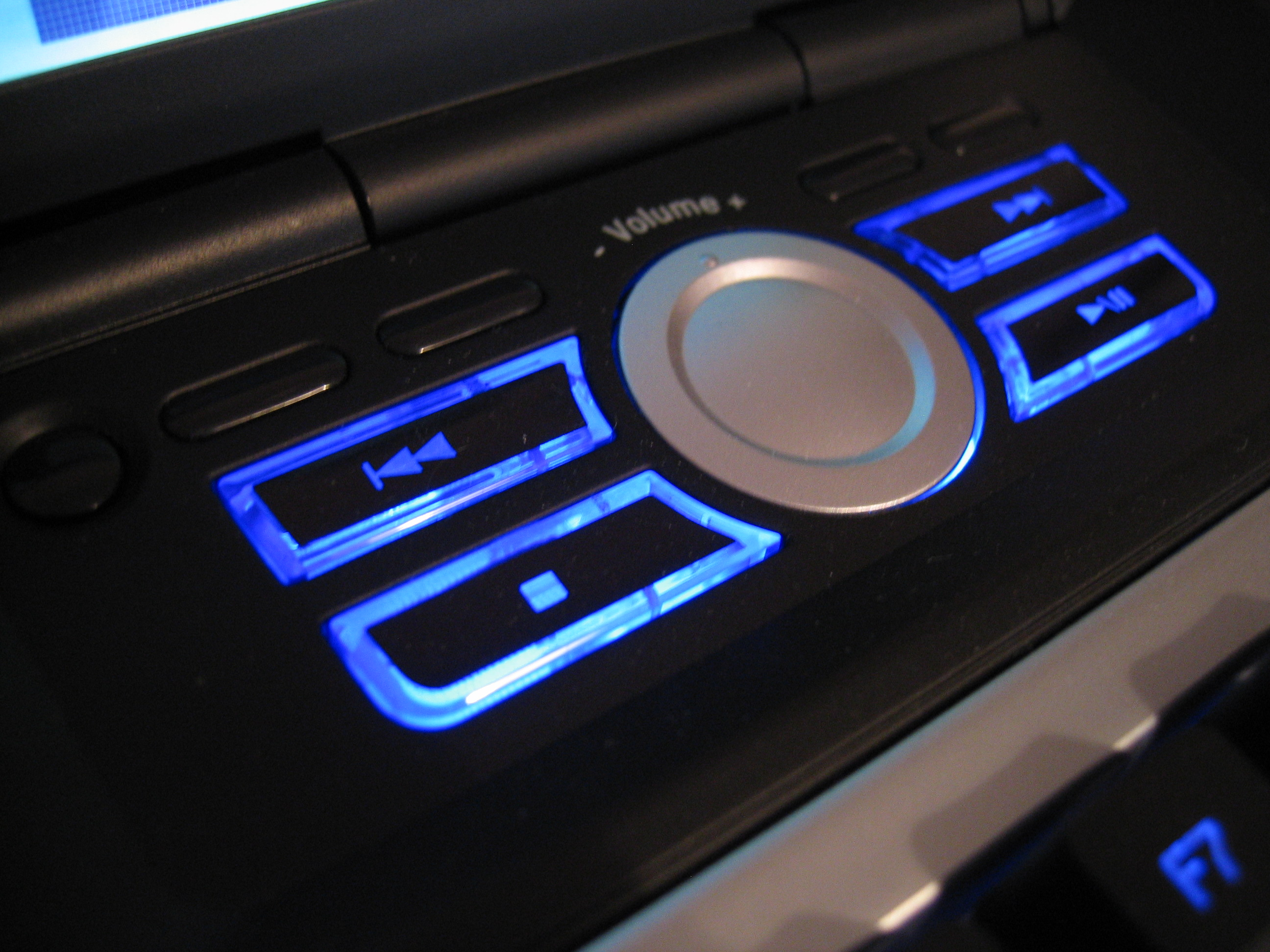
Boutons rétro-éclairés sur un clavier d'ordinateur multimédia.
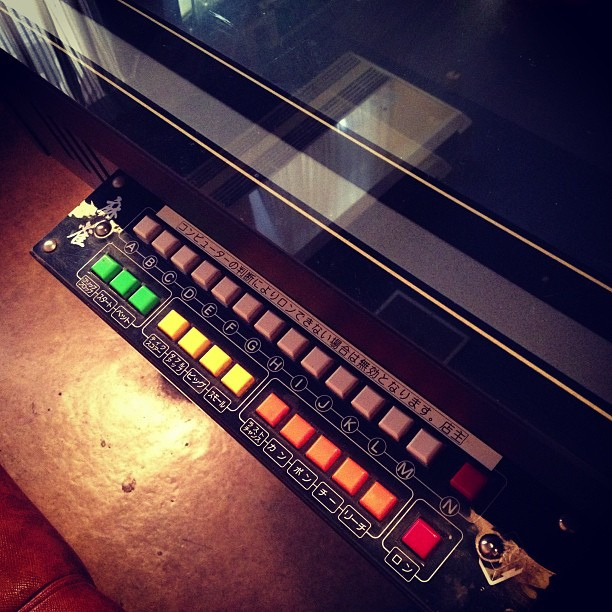
Contrôleur de jeu de Mah-jong comportant des boutons avec un code de couleurs.
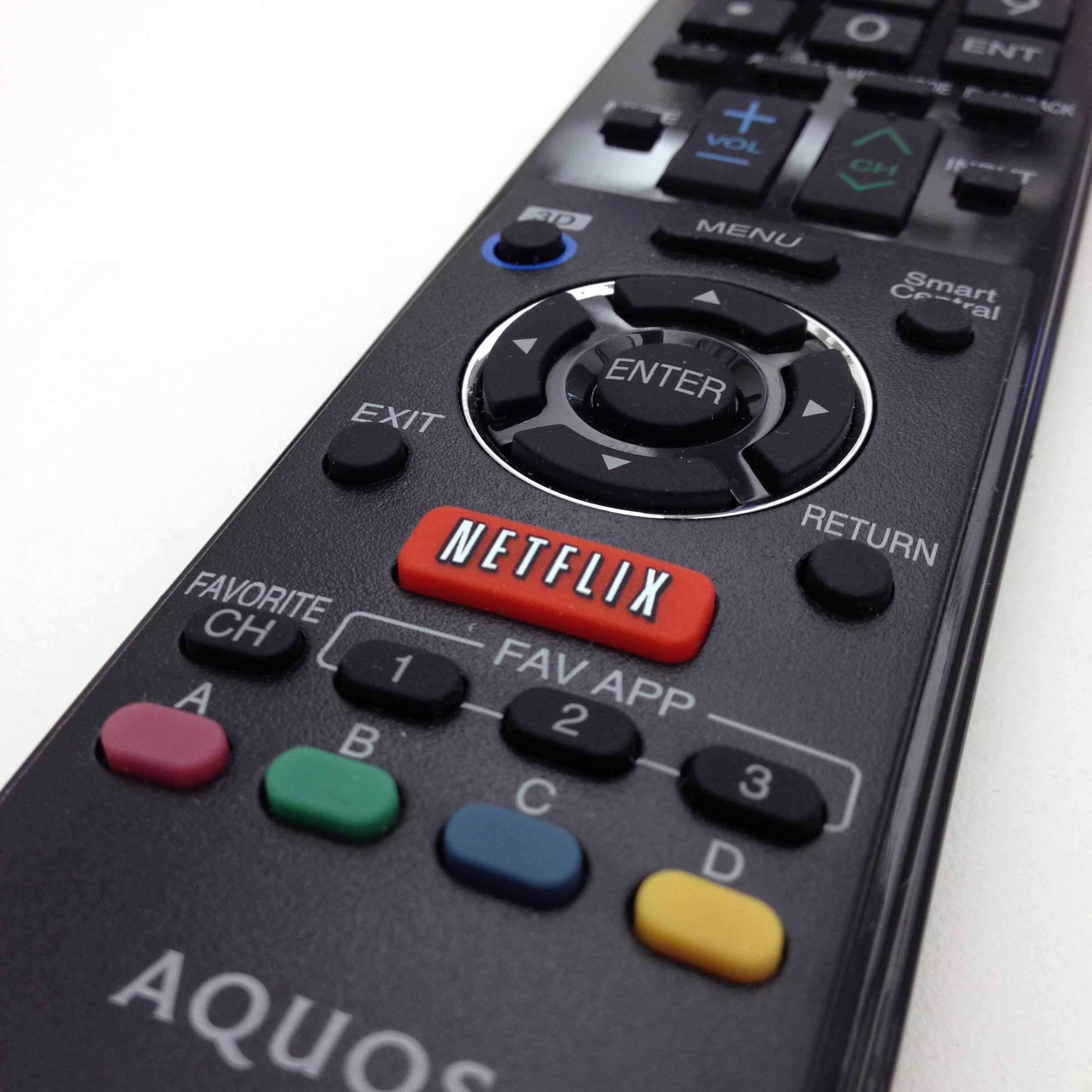
Placement stratégique de boutons en cercle afin de permettre une reconnaissance digitale.
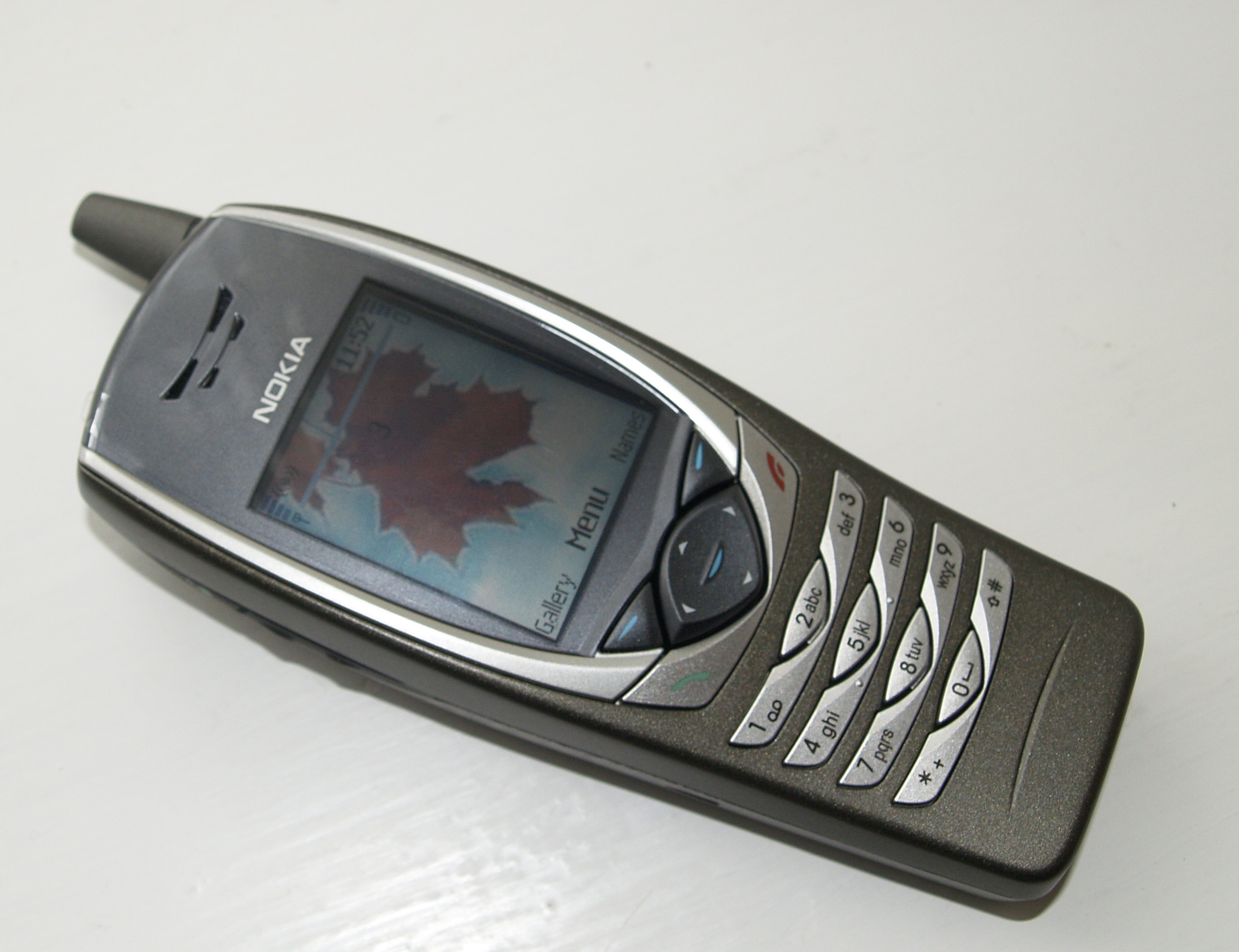
Boutons avec petits points en surépaisseur sur un téléphone portable de marque Nokia.
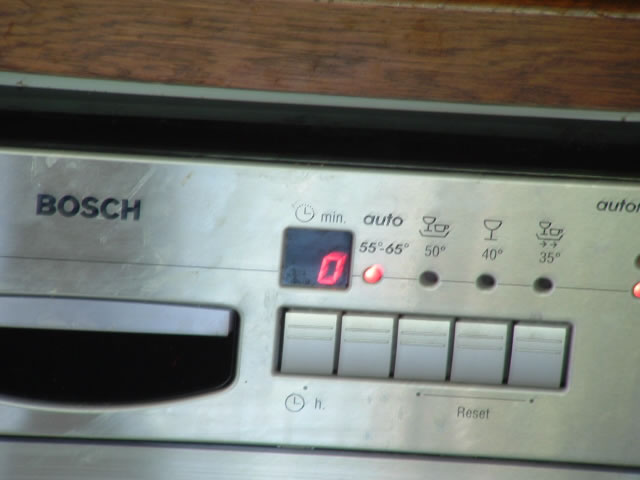
Voyant de fonctionnement déporté du bouton.
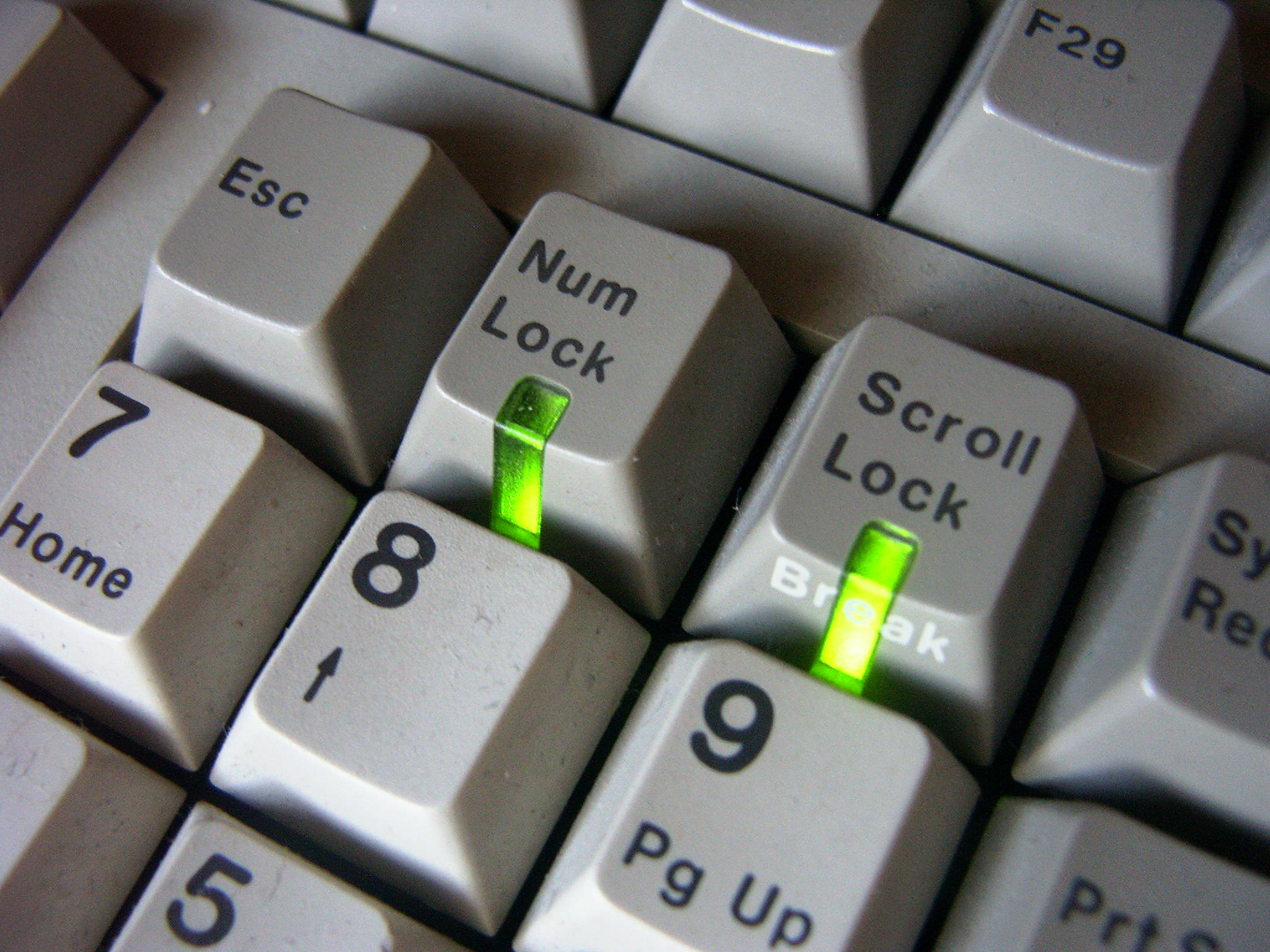
Voyant de fonctionnement intégré au bouton.
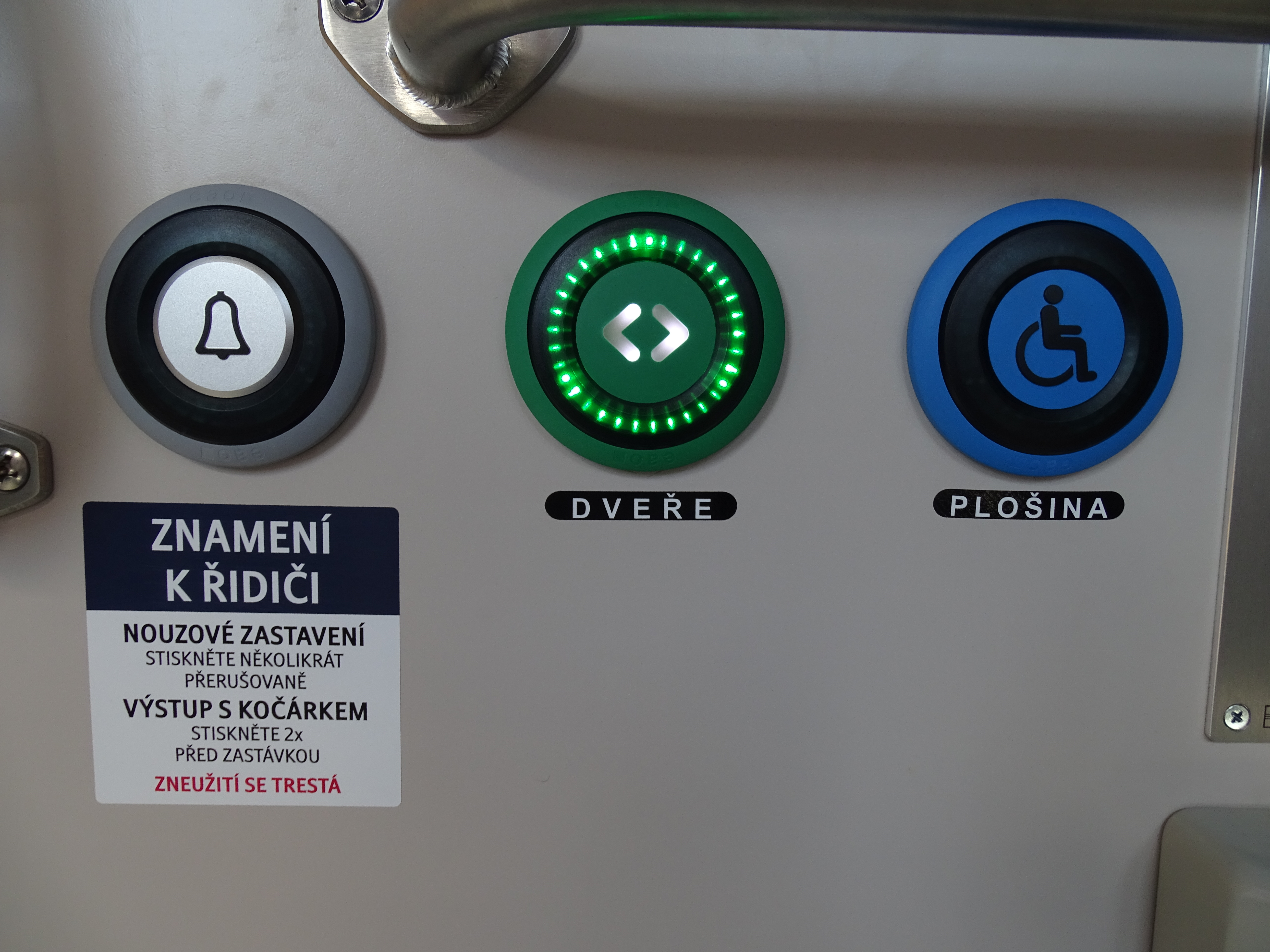
Bouton lumineux (commandant l'ouverture d'un Tramway à Prague).
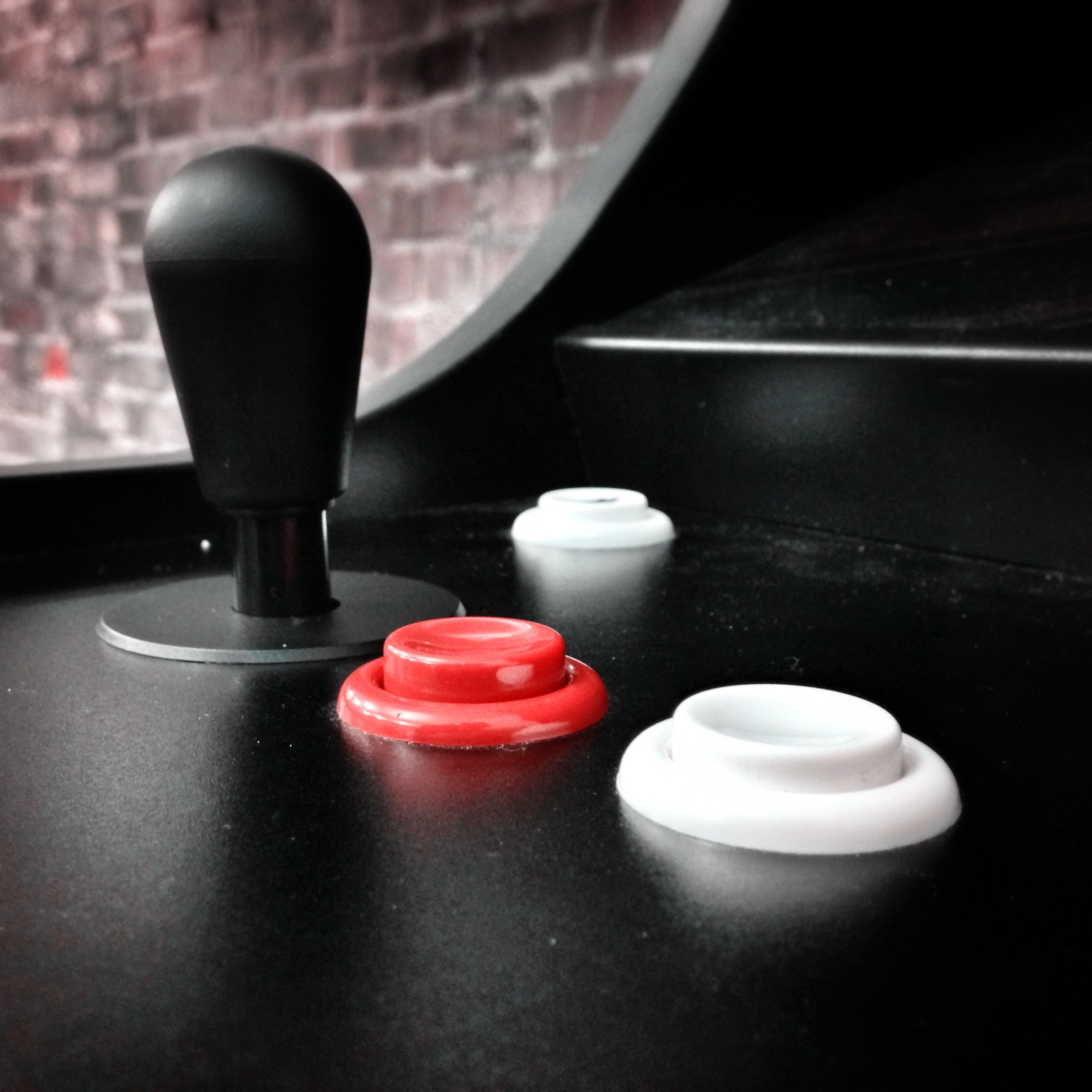
Bouton de forme incurvée (de borne d'arcade).
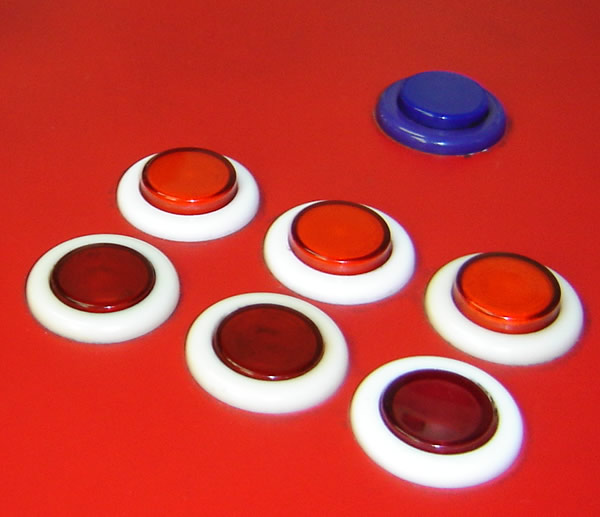
Bouton plat (de borne d'arcade).
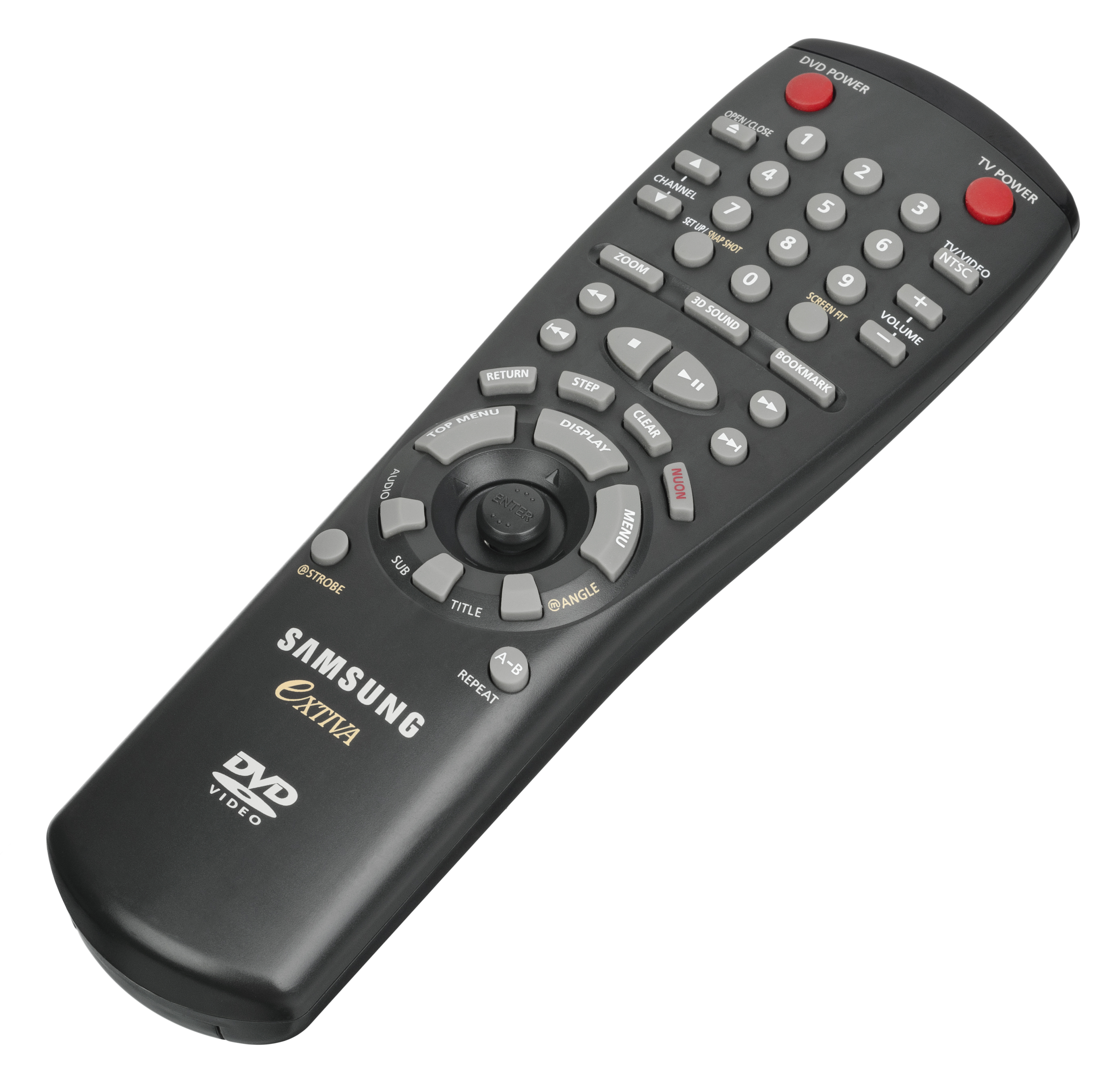
Boutons en caoutchouc.